# Matematyczny Kongres Ameryk
Matematyczny Kongres Ameryk (ang. Mathematical Congress of the Americas (MCA)) – konferencja poświęcona matematyce, organizowana co cztery lata pod auspicjami Mathematical Council of the Americas (MCofA). Podczas kongresu wręczane są w szczególności nagrody: Americas Prize, Solomon Lefschetz Medal i MCA Prize.

## Historia
Pierwszy Matematyczny Kongres Ameryk odbył się w dniach 5–9 sierpnia 2013 roku w Guanajuato i wzięło w nim udział blisko tysiąc uczestników. Prace Komitetu Organizacyjnego koordynowali Renato Iturriaga i Rafael Herrera z Centro de Investigación en Matemáticas (CIMAT). Program obejmował 5 wykładów plenarnych i 21 wykładów zaproszonych. Zaplanowano także 42 sesje specjalne.
Drugi kongres odbył się w 2017 w Montrealu, a trzeci w 2021 - w formule on-line - w Buenos Aires. Czwartą edycję zaplanowano na 21-25 lipca 2025 w Miami. Do wygłoszenia wykładów plenarnych zaproszeni zostali: Alexei Borodin, June Huh, Jorge Vitório Pereira, Melanie Wood i Maciej Zworski.

## Lista Kongresów[1]
| Rok  | Miasto              | Państwo   |
| ---- | ------------------- | --------- |
| 2021 | Buenos Aires        | Argentyna |
| 2017 | Montreal            | Kanada    |
| 2013 | Guanajuato (miasto) | Meksyk    |

## Wykłady plenarne[6][7][8]
Chronologiczna lista prelegentów, którzy wygłosili na kongresach wykłady plenarne.

2013
- James Arthur
- Artur Avila
- Manjul Bhargava
- Luis Caffarelli
- Ingrid Daubechies

2017
- Manuel del Pino
- Shafrira Goldwasser
- Peter Ozsvath
- Yuval Peres
- Kannan Soundararajan

2021
- Ian Agol
- Julia Chuzhoy
- Carlos Kenig
- Allan Sly
- Claire Voisin
- Miguel Walsh